# ル・ディヴァン・デュ・モンド
ル・ディヴァン・デュ・モンド（Le Divan du Monde）は、フランス・パリ市18区、ピガール(Pigalle)地区マルティール通り(Rue des Martyrs)75番地にある、劇場を改装したコンサート・スペース。Divan とは、ソファに似た東洋風の長椅子のことで、Le Divan du Monde は「世界の長椅子」ないし「世界の会議」といった意味になる。

## 歴史
19世紀初頭、この場所には、ラ・ミュゼット・ド・サン＝フルール(la Musette de Saint-Flour)という舞踏室があった。1861年、改装されてラ・ブラッスリー・デ・マルティール(la Brasserie des Martyrs)となり、シャルル・ボードレールやジュール・ヴァレスらが通う店となった。1873年には、カフェ・コンセール(café-concert)に変わり、オーナーのテオフィル・ルフォールによって、ル・ディヴァン・ジャポネ(le Divan Japonais)と名付けられ、内装も日本風に飾られた。後に店を受け継いだジュール・サラザン(Jules Sarrazin)は、地下にもうひとつ部屋を設け「善きユーモアの殿堂(Temple de la Bonne Humeur)」 と名付けた。

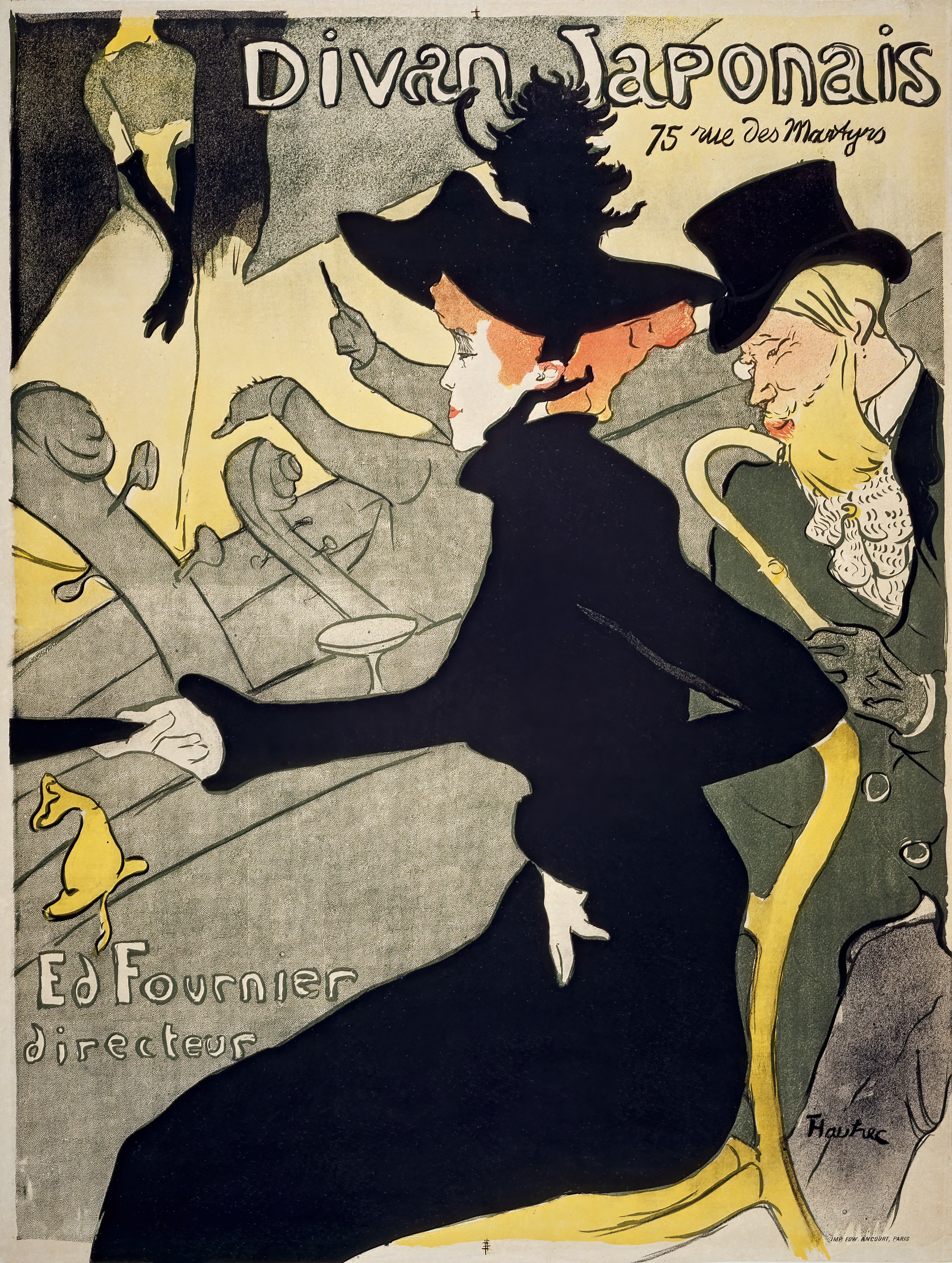
ロートレック作のル・ディヴァン・ジャポネのポスター（1892年）には、踊り子ジャンヌ・アヴリルと批評家エドゥアール・デュジャルダンが描かれている

キャバレー歌手イヴェット・ギルベールは、1891年にここに出演して有名になり、ドラネム(Dranem)もここによく出演していた。1894年には、無言劇『Le Coucher de la Mariée』（「花嫁の眠り」の意）が上演されたが、これは初めて「裸」の女性（透けるほど薄いブラウスを着ていた）が舞台に登場したとして観衆の間に騒ぎを巻き起こした。アンリ・ド・トゥールーズ＝ロートレックやアドルフ・レオン・ウィレット(Adolphe Léon Willette)、後にはパブロ・ピカソなども足しげく通った。
1901年には、テアトル・ド・ラ・コメディ・モンディーン (Théâtre de la Comédie Mondaine)に変わったが、後にはさらに、エロティックなショーの劇場に変わった。
1994年に、ル・ディヴァン・デュ・モンドとして再オープンし、特にワールドミュージックのコンサート会場として知られるようになった。2009年11月に、全面的な改装が行われ、以降は、コンサートからクラブ・イベントまで様々な行事が行われるようになっている。